# Обрядоначальник
Обрядоначальник (или Церемониймейстер) — офицерская должность в масонской ложе. Обрядоначальник осуществляет все перемещения братьев в ложе.

## Обязанности
Обрядоначальник участвует в ритуале в качестве конферансье или проводящего все действия в масонской ложе. Он несёт ответственность в ложе, как должностное лицо, за начало работ в ложе и за их окончание. Он встречает и проверяет масонов, членов и гостей ложи и приводит их до места в ложе, которое положено им сообразно их степени или должности в великой ложе. Обрядоначальник отвечает за все перемещения по ложе до формального окончания проведения ритуалов. Все свои действия он осуществляет по приказанию досточтимого мастера ложи. Помимо этого, обрядоначальник имеет право на передвижение без специального разрешения в ложе, когда сопровождает братьев к выходу, которые по той или иной причине должны ритуально покинуть свои места.

## Местонахождение в ложе
Его местонахождение в ложе либо у входа в храм или на юго-востоке ложи, недалеко от досточтимого мастера.

## История появления должности
Название должности обрядоначальника (церемониймейстера) имеет недавнее происхождение, и вероятно происходит из системы французского масонства Луи де Бурбон-Конде, графа Клермона.